# Opornyy Point
Der Opornyy Point (russisch Мыс Опорный Mys Oporny, deutsch ‚Unterstützungskap‘) ist eine Eisspitze auf der Westseite des Lasarew-Schelfeises vor der Prinzessin-Astrid-Küste des ostantarktischen Königin-Maud-Lands. Sie liegt 25 km nördlich von Leningradskiy Island.
Teilnehmer einer sowjetischen Antarktisexpedition kartierten sie 1959 und benannten sie so, weil die Eisspitze auf dem Meeresboden ruht. Das Advisory Committee on Antarctic Names übertrug die russische Benennung 1971 in einer angepassten Teilübersetzung ins Englische.